# 十三病院
十三病院（じゅうそうびょういん）は、北大阪医療生活協同組合が大阪府大阪市淀川区木川西に設置する病院。

## 診療科
（この節の出典）
- 内科
- 整形外科

## 医療機関の指定・認定
（下表の出典）
| 保険医療機関       | 労災保険指定病院                   |
| 生活保護法指定病院 | 原子爆弾被害者一般疾病医療取扱病院 |
| 公害医療機関       |                                    |

- このほか、各種法令による指定・認定病院であるとともに、各学会の認定施設でもある。

## 交通アクセス
- 阪急電鉄「十三駅」から徒歩10分[2]
- Osaka Metro御堂筋線「西中島南方駅」から徒歩15分[2]

## 周辺
- 大阪市立十三中学校[2]
- 木川公園[2]